# Syndisyrinx franciscanus
Syndisyrinx franciscanus är en plattmaskart. Syndisyrinx franciscanus ingår i släktet Syndisyrinx och familjen Umagillidae. Inga underarter finns listade i Catalogue of Life.